# Litoral Norte Espírito-Santense
Litoral Norte Espírito-Santense is een van de vier mesoregio's van de Braziliaanse deelstaat Espírito Santo. Zij grenst aan de Atlantische Oceaan in het oosten, de deelstaten Bahia in het noordoosten en Minas Gerais in het noordwesten en de mesoregio's Noroeste Espírito-Santense in het westen en Central Espírito-Santense in het zuiden. De mesoregio heeft een oppervlakte van ca. 14.518 km². Midden 2004 werd het inwoneraantal geschat op 490.693.
Drie microregio's behoren tot deze mesoregio:
- Linhares
- Montanha
- São Mateus

Mesoregio's: Central Espírito-Santense · Litoral Norte Espírito-Santense · Noroeste Espírito-Santense · Sul Espírito-Santense

Microregio's: Afonso Cláudio · Alegre · Barra de São Francisco · Cachoeiro de Itapemirim · Colatina · Guarapari · Itapemirim · Linhares · Montanha · Nova Venécia · Santa Teresa · São Mateus · Vitória